# 魏斯山
46°53′07″N 10°52′02″E / 46.88528°N 10.86722°E

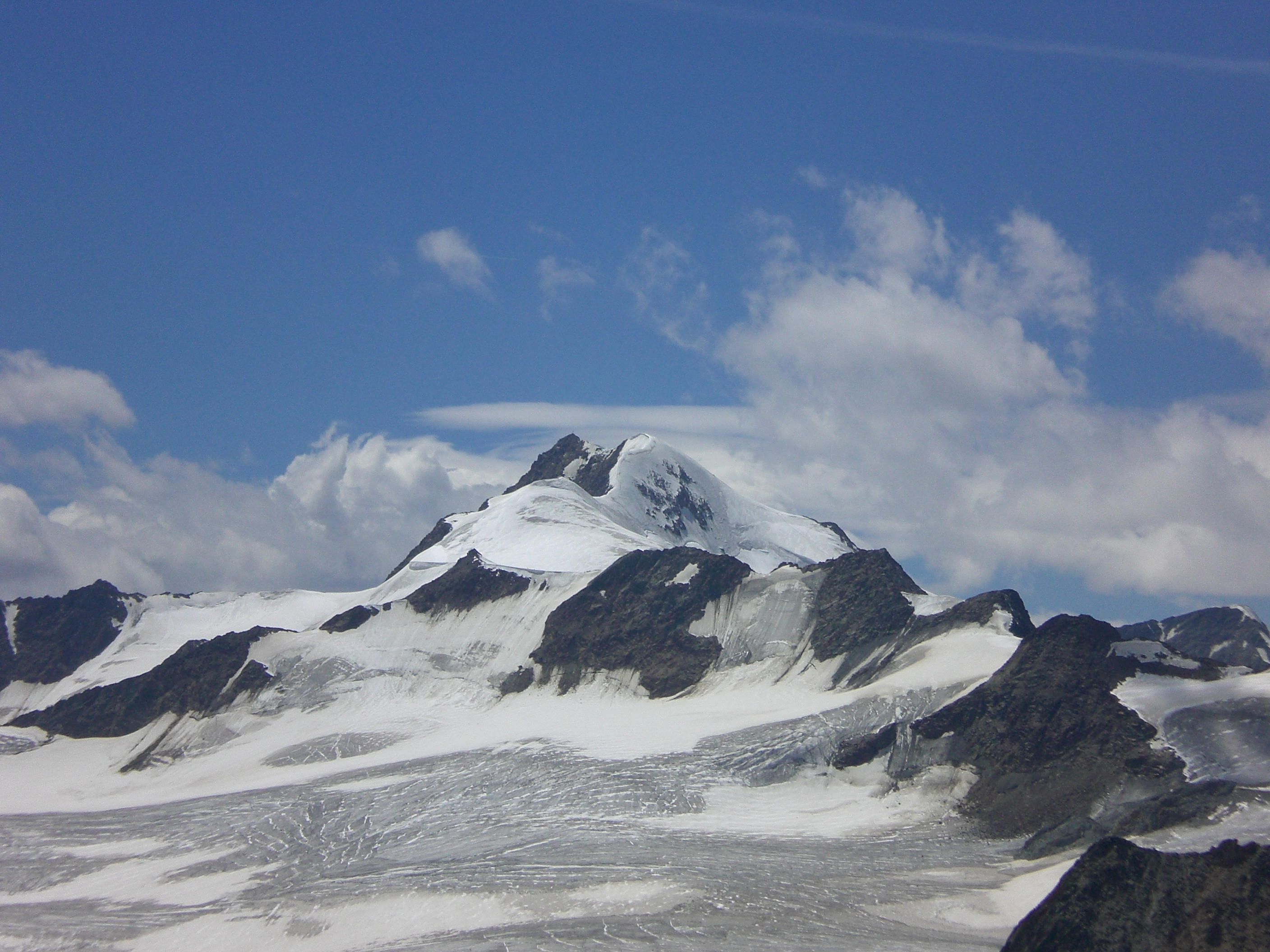

魏斯山（德語：Weißkugel），是歐洲的山峰，位於奧地利和意大利接壤的邊境，屬於奧茨塔爾阿爾卑斯山脈的一部分，海拔高度3,739米，人類在1845年首次登上該山峰。